# Parti national démocratique du Népal
Ne doit pas être confondu avec Parti national démocratique (Népal).
Le Parti national démocratique du Népal – en népalais : राष्ट्रिय प्रजातन्त्र पार्टी नेपाल, Rastriya Prajatantra Party Nepal – ou RPP-Nepal, est un parti politique du Népal, fondé en 2005 par Kamal Thapa, ministre de l'Intérieur durant l'administration directe du roi Gyanendra en 2005-2006. Il est issu d'une scission du Parti national démocratique, présidé par Pashupati Shumshere Rana.
Le parti a officiellement été enregistré par la Commission électorale du Népal en avril 2008.

## Histoire
L'année suivant la fondation du parti et quelques mois après la restauration du parlement par le roi Gyanendra, Kamal Thapa démissionne subitement de la présidence, le 27 octobre 2006, et est remplacé par un autre ancien ministre, Rabindranath Sharma.
Le 2 mars 2008, Rabindranath Sharma démissionne pour raisons de santé et Kamal Thapa redevient président du parti.
Dans l'Assemblée constituante mise en place à la suite du scrutin du 10 avril 2008, le RPP-Nepal dispose de 4 sièges sur 601 :
- 0 député (sur 240) élu au scrutin uninominal majoritaire à un tour ;
- 4 députés (sur 335) élus au scrutin proportionnel de liste à un tour ;
- 0 député (sur 26) nommé par le gouvernement intérimaire multipartite.

Le 28 mai 2008, le RPP-Nepal est le seul parti de l'Assemblée constituante à s'opposer à l'abolition de la monarchie et à la proclamation de la République. Dans cette optique, les quatre députés du parti boycottent, à l'Assemblée constituante, les scrutins des 19 et 21 juillet visant à élire le vice-président et le président de la République.
Cependant Kamal Thapa, en dépit de son opposition idéologique aux maoïstes, soutient ouvertement, à partir du 6 août, le principe d'un gouvernement dirigé par ceux-ci, tout d'abord du fait que le PCN-M est le parti le plus important de l'Assemblée, puis justifie sa position afin de démontrer à quel point, selon ses vues, leur politique serait erronée et que, si leur diagnostic sur les maux dont souffre le Népal serait exact, leurs médications seraient, selon lui, périmées.
Cette alliance objective avec les maoïstes provoque une scission au sein du RPP-Nepal, le 21 août 2008, un certain nombre de dirigeants et de cadres du parti faisant alors le choix de rejoindre le Parti national démocratique (RPP), dirigé par Pashupati Shumshere Rana.